# Čínská Rudá armáda
Čínská Rudá armáda (čínsky pchin-jinem Čung-kuo Chung-ťün, znaky zjednodušené 中国红军, tradiční 中國紅軍), plným názvem Čínská dělnicko-rolnická Rudá armáda (čínsky pchin-jinem Čung-kuo kung-nung Chung-ťün, znaky zjednodušené 中国工农红军, tradiční 中國工農紅軍) bylo označení ozbrojených sil Komunistické strany Číny(KS Číny) v letech 1928–1937.
Vznikla roku 1928 z komunistických oddílů, které se roku 1927 vydělily z Národní revoluční armády (NRA, ozbrojené složky Kuomintangu) a byly rozbity v následném Nančchangském povstání, a oddílů poražených téhož roku v povstání podzimní sklizně. Zbytky komunistických vojsk se stáhly do hor, během let 1928–1930 zesílily, vytvořily si ve střední Číně několik osvobozených oblastí a v létě 1930 zaútočily na velká města, dočasně obsadily Čchang-ša, hlavní město provincie Chu-nan, zakrátko však byly poraženy. Poté se komunistické oddíly vrátily k partyzánskému způsobu boje v horách a zakrátko opět nabraly sílu.
V letech 1931–1932 oddíly čínské Rudé armády ovládly několik regionů v horských oblastech středočínských provincií, nejrozsáhlejší z nich byla oblast na pomezí provincií Ťiang-si a Fu-ťien, takzvaná centrální sovětská oblast, v níž koncem roku 1931 Komunistická strana Číny zorganizovala I. všečínský sjezd sovětů osvobozených regionů a ustavila Čínskou sovětskou republiku. Komunistické oblasti se snažila zlikvidovat kuomintangská vláda, které proti nim v letech 1930–1933 podnikla čtyři tažení se střídavými úspěchy. Ve čtvrté kampani se kuomintangským armádám podařilo zničit významem druhou a třetí sovětskou oblast (E-jü-wan na pomezí provincií An-chuej, Che-nan a Chu-pej, a Siang-e-si na západním pomezí Chu-peje a Chu-nanu), nicméně tažení proti centrální sovětské oblasti v lednu–březnu 1933 utrpělo porážku.
Na pátou obkličovací kampaň se kuomintangská vláda pečlivě připravila, zmobilizovala milion vojáků a (stejně jako ve čtvrté kampani) přizvala k řízení vojsk německé důstojníky a generály. Pátá obkličovací kampaň začala v září 1933 útokem kuomintangských armád na centrální sovětskou oblast. Útočníci postupovali pomalu, když obsazená území zabezpečovali řetězy pevnůstek. Komunisté se s velkými ztrátami pokoušeli o protiútoky, ale neschopni zastavit nepřítele ustupovali, a v říjnu 1934 většina komunistických vojsk, později reorganizovaných v 1. front čínské Rudé armády, na jihu Ťiang-si pronikla skrze obklíčení a ustoupila na západ podél hranic provincií Kuang-tung a Kuang-si s Chu-nanem, tažení dostalo později název Dlouhý pochod. Původní plán na spojení s 2. frontem čínské Rudé armády na pomezí Chu-nanu, Kuej-čou a S’-čchuanu a společně se 4. frontem na severu S’-čchuanu dobýt S’-čchuan byl pod tlakem kuomintangských vojsk opuštěn, snaha o ustavení sovětu na severu Kuej-čou také neuspěla a Dlouhý pochod nakonec skončil na severu Číny v sovětské oblasti na pomezí provincií Šen-si, Kan-su a Ning-sia s centrem v Jen-anu.
I zde byli komunisté pod tlakem kuomintangských armád, nicméně po sianském incidentu se komunisté a Kuomintang spojili proti Japonsku. Součástí dohod o společném boji s Japonci bylo začlenění čínské Rudé armády do kuomintangské Národní revoluční armády. Komunistické jednotky v sovětské oblasti kolem Jen-anu byly na podzim 1937 reorganizovány na 8. pochodovou armádu NRA a z oddílů čínské Rudé armády v Ťiang-si a okolních provinciích vznikla Nová 4. armáda NRA.
Čínská Rudá armáda byla ozbrojenou složkou KS Číny, přičemž podléhala vojenskému oddělení (do roku 1929 a v letech 1931–1932), případně ústřední vojenské komisi (v letech 1929–1931) ústředního výboru. V čele oddělení, resp. komise stál Čou En-laj, v letech 1928–1929 Jang Jin, poté opět Čou En-laj. Od roku 1931 Rudou armádu řídila Ústřední revoluční vojenská komise Čínské sovětské republiky, kterou vedl Ču Te. Tyto orgány podléhaly politbyru, případně stálému výboru politbyra komunistické strany. Ve vedení strany od konce 20. let do roku 1935 měl ve vojenských záležitostech hlavní slovo Čou En-laj, od podzimu 1935 Mao Ce-tung. V čele regionálních oddílů a armád stáli velitelé, kteří se vypracovali v bojích, poslední slovo však měli straničtí vůdci, zpravidla ve funkci politických komisařů příslušných oddílů a armád.